# Loïc Vliegen
Loïc Vliegen (* 20. Dezember 1993 in Rocourt) ist ein belgischer Radrennfahrer.

## Werdegang
Vliegen begann seine internationale Karriere 2012 beim belgischen Continental Team Idemasport-Biowanze. In der Saison 2014 fuhr er ab dem 1. August für das UCI WorldTeam BMC als Stagiaire und belegte für diese Mannschaft beim Prudential RideLondon & Surrey Classic, einem Rennen hors categorie, Platz sieben. Hierauf erhielt er ab dem 1. Juli 2015 bei diesem Team einen regulären Vertrag.
2015 gewann Vliegen im Rahmen von Nationalmannschaftseinsätzen das Eintagesrennen Flèche Ardennaise und Etappen bei den Rundfahrten Tour de Bretagne Cycliste, Tour des Pays de Savoie und Course de la Paix. Bei der Tour de Bretagne Cycliste und dem UCI U23-Nationscup-Rennen Course de la Paix belegte er darüber hinaus jeweils den zweiten Rang der Gesamtwertung. Im Jahr 2016 wurde er Neunter beim Amstel Gold Race und erzielte damit seine erste vordere Platzierung bei einem Wettbewerb der UCI WorldTour.
Im Jahr 2018 wechselte Vliegen zum Wanty-Groupe Gobert Cycling Team, für das er die Gesamtwertung der Tour de Wallonie und 2020 das Eintagesrennen Tour du Doubs gewann.

## Erfolge
2015
- eine Etappe und Nachwuchswertung Tour de Bretagne Cycliste
- Flèche Ardennaise
- eine Etappe Tour des Pays de Savoie
- eine Etappe Course de la Paix

2016
- Bergwertung Drei Tage von De Panne

2017
- Mannschaftszeitfahren Vuelta a España

2019
- Gesamtwertung und eine Etappe Tour de Wallonie

2020
- Sprintwertung Ruta del Sol
- Tour du Doubs

## Grand Tours-Platzierungen
| Grand Tour            | 2017 | 2018 | 2019 | 2020 | 2021 | 2022 | 2023 |
| --------------------- | ---- | ---- | ---- | ---- | ---- | ---- | ---- |
| Giro d’ItaliaGiro     | –    | DNF  | –    | –    | –    | DNF  | –    |
| Tour de FranceTour    | –    | –    | –    | –    | DNF  | –    | –    |
| Vuelta a EspañaVuelta | 112  | –    | –    | –    | –    | –    | –    |